# Rusthof (Voorburg)
De buitenplaats Rusthof was gelegen in de Nederlandse plaats Voorburg, provincie Zuid-Holland. Van de buitenplaats is alleen de oranjerie behouden gebleven.

## Geschiedenis
Al vóór 1600 was er sprake van een kleine buitenplaats, waartoe een boerderij genaamd ‘De Linde’ behoorde. In 1710 heette deze buitenplaats ‘Onder de Linden’ en werd bij de naastgelegen buitenplaats Rusthof gevoegd. De boerderij van Onder de Linden werd in de jaren 1760-1788 voorzien van een oranjerie met een herenhuisachtige allure.

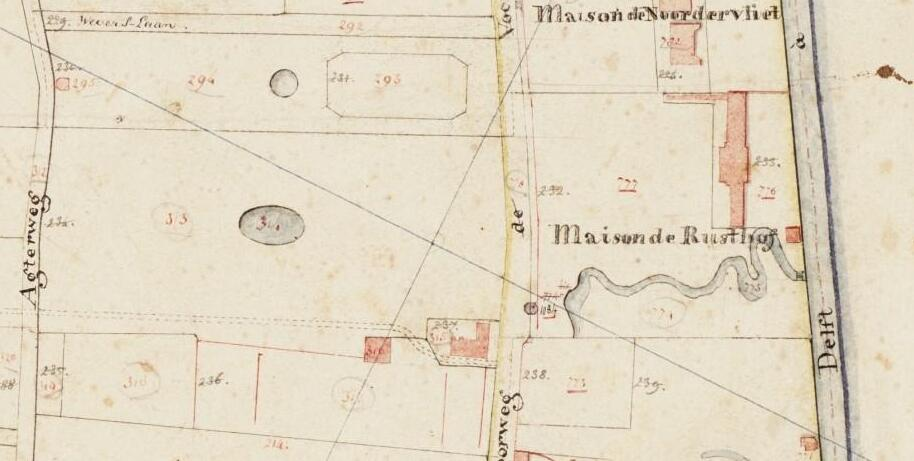
Buitenplaats Rusthof: het herenhuis staat rechts, de L-vormige oranjerie staat iets onder het midden ingetekend

Eigenaar Gerardus van Bommel, wethouder in Leiden en gehuwd met Cornelia van der Kun, verkocht in 1826 het landgoed aan Henricus de Vogel van Aalst. Henricus overleed in 1837 op Rusthof en liet het goed na aan zijn zus Maria, weduwe van Jean van der Kun. Maria heeft de buitenplaats waarschijnlijk verhuurd, zonder er zelf ooit te wonen.

### Prinses Marianne

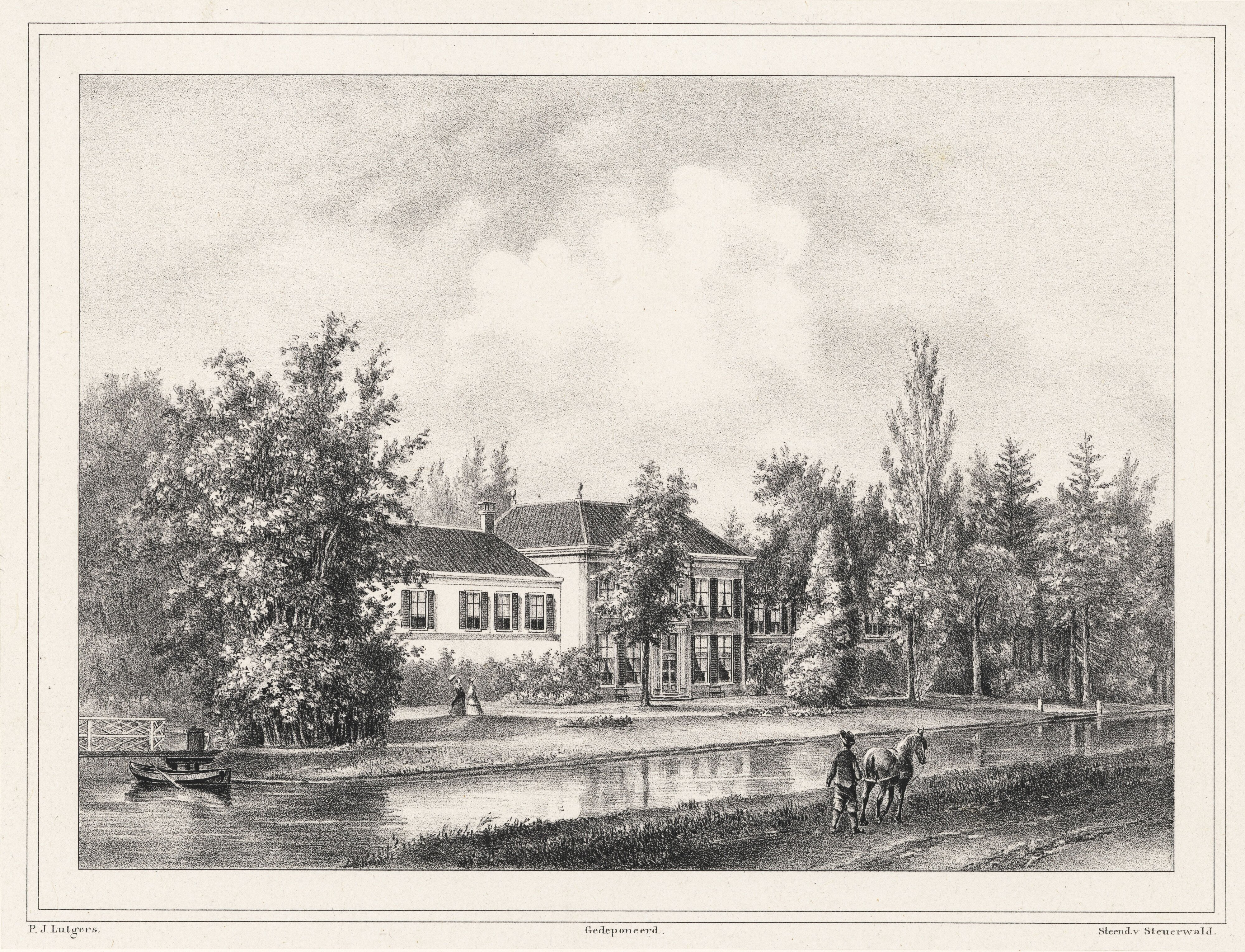
Buitenplaats Rusthof in 1850

In 1848 verkocht Maria de Rusthof aan prinses Marianne, dochter van koning Willem I. De prinses was in 1830 gehuwd met Albrecht van Pruisen, maar het was geen gelukkig huwelijk en Marianne ging vaak op reis om de ruzies te ontlopen. Met de aankoop van Rusthof hoopte ze een rustige woonplek te verkrijgen, in de buurt van haar Oranjefamilie in Den Haag. Een jaar na de aankoop volgde de echtscheiding tussen Marianne en Albert. Marianne woonde overigens niet alleen op Rusthof: ook haar secretaris Johannes van Rossum, met wie zij een buitenechtelijke relatie had, woonde op de buitenplaats.
Ze kocht in 1861 tevens de nabijgelegen buitenplaats Leeuwensteijn aan dat ging dienen als gastenverblijf. In 1877 werd Klein Rusthof aangekocht en twee jaar later de buitenplaats Noordervliet.
Onder Marianne werden de overtuin en de tuin bij het hoofdgebouw voorzien van slingervijvers. Tuinbaas Janus Grobben kweekte onder andere primula’s en fuchsia’s en behaalde daar diverse prijzen mee. 

### Afbraak
Ze liet Rusthof en Noordervliet in 1883 na aan haar zoon Albert. Hij verkocht beide buitenplaatsen in 1904 aan de Utrechtse Maatschappij tot Exploitatie van onroerende goederen, die alle gebouwen in 1911 liet slopen, met uitzondering van de oranjerie en de villa Klein Rusthof. In 1912 werd gestart met de bouw van nieuwe villa’s op het terrein van de voormalige buitenplaatsen.

## Beschrijving
Toen Marianne in 1848 Rusthof kocht, ging het om een landgoed van ruim 21 hectare dat door het Oosteinde in tweeën was verdeeld. Tussen Oosteinde en het Vliet stond het herenhuis met het koetshuis en stallen; aan de noordzijde van het Oosteinde was de oranjerie met tuinmanswoning en parkbos.
Het herenhuis stond langs de Vliet. Aan de rechterzijde van het huis stond een toren met een zeskantige koepel. De stallen stonden aan de linkerzijde.

### Oranjerie
De bewaard gebleven oranjerie heeft een L-vorm en bestaat uit de oranjerie zelf en de tuinmanswoning. Die laatste is in feite de oorspronkelijke 16e-/17e-eeuwse boerderij Onder de Linden: het achterhuis werd verbouwd tot tuinmanswoning en de voormalige opkamer is eind 18e eeuw vervangen door de oranjerie. Deze oranjerie is blokvormig en telt twee bouwlagen onder een schilddak; het uiterlijk doet eerder denken aan een herenhuis, en vermoedelijk zal het meer functies hebben gehad dan alleen die van oranjerie. Het gehele gebouw is een rijksmonument. Sinds 1981 draagt het pand weer de naam Onder de Linden.
Arentsburgh · Damsigt · Duivenstein · Eemwijk · Heeswijk · Hoekenburg · Hoekvliet · Hofwijck · In de Wereldt is veel Gevaer · Leeuwensteijn · De Loo · Middenburg · Middendorp · Noordervliet · Rusthof · Schoonoord · Sionslust · Vliet en Burgh · Vreugd en Rust · Vrijburg · De Werve